# Triumph Werke Nürnberg
Triumph Werke Nürnberg is een historisch Duits merk van fietsen en motorfietsen. Het maakte deel uit van het Britse merk Triumph.
De oorspronkelijke bedrijfsnaam was Deutsche Triumph Fahrradwerke AG, later Orial TWN en Triumph Werke AG, Nürnberg.

## Geschiedenis
Siegfried Bettmann emigreerde in 1885 van Neurenberg naar het Verenigd Koninkrijk. In 1886 begon hij in Londen fietsen onder de naam "Triumph" te verkopen in zijn eigen bedrijf, dat aanvankelijk S. Bettmann & Co. heette, maar nog in hetzelfde jaar veranderde de naam in "Triumph Cycle Company". Moritz Schulte, eveneens geboren in Neurenberg, werd de compagnon van Bettmann. Het bedrijf importeerde nu ook naaimachines uit Duitsland. Onder impuls van Schulte ging men zelf fietsen produceren. De eerste echte "Triumph" fietsen werden in 1889 geproduceerd. In 1896 werd ook een fietsfabriek geopend in de geboorteplaats van Bettmann en Schulte, Neurenberg. Dit bedrijf heette toen nog "Orial TWN" (Triumph Werke Nürnberg). In 1898 werd het besluit genomen naast fietsen ook motorfietsen te gaan produceren.
Om verwarring tussen het Duitse en het Engelse Triumph te voorkomen werden de Duitse machines de eerste jaren onder de naam "Orial" geproduceerd. In 1908 en 1909 maakte het Britse Triumph 474cc eencilinders, identiek aan de Britse versies. Later ging men ook andere modellen maken, deels met Britse, deels met eigen motoren. Alle zware blokken (499- en 545 cc) kwamen uit Engeland, maar de 248- en 269 cc "Knirps" tweetakten werden in Neurenberg gemaakt.
In 1929 scheidde TWN zich af van het Britse moederbedrijf, waardoor, mede na protesten van het Franse bedrijf Orial de naam "Orial" werd veranderd in TWN. Na 1929 werden eerst MAG-blokken van 348- tot 746 cc ingekocht, later werden deze zelf onder licentie gebouwd. In 1930 werd TWN overgenomen door Adler.
Constructeur Otto Reitz ontwikkelde prima tweetakten, die na 1949 in klassen van 48- tot 346 cc geleverd werden. Daarnaast kwam er ook een serie scooters, eerst (in 1944) een prototype van een parachutistenscooter, maar later ook "normale" scooters. Ook deze waren door Otto Reitz ontwikkeld. De Twiumph Contessa-scooter werd later - als kopie - door Hercules geproduceerd. Deze Hercules R-200 werd door het Britse merk Kieft geïmporteerd en van de Kieft-merknaam voorzien, een vorm van badge-engineering. Toen Prior de Britse import overnam, werd ook de scooter onder deze naam verkocht, als Prior Viscount 200. Kieft ging onder de naam DKR (Day-Kieft-Robinson) samenwerken met Barry Day en Noah Robinson en op basis van de R-200 ontstond de DKR Dove-scooter. Toen DKR op haar beurt een eigen scooter, de DKR Capella, ontwikkelde, nam Excelsior in 1959 de Dove weer over en dit werd de Excelsior Monarch.
Het merk TWN was intussen in 1957 aan Grundig verkocht.